# Claire Bertrand
Pour les articles homonymes, voir Bertrand et Eisenschitz.
Claire Bertrand, née Claire Marie Bertrand à Sèvres le 22 juin 1890 et morte à Cachan le 8 décembre 1969, et épouse du peintre Willy Eisenschitz, est une artiste peintre et dessinatrice française.
Peintre de tendance expressionniste, Claire Bertrand s'attache principalement aux paysages et aux portraits, dont elle réduit les motifs à l'essentiel. Elle expose et exerce principalement à Paris puis dans le Midi.

## Biographie
Née le 22 juin 1890 à Sèvres (Seine-et-Oise,, maintenant dans les Hauts-de-Seine), Claire Bertrand est la fille du géologue Marcel Bertrand, et de Mathilde Mascart, pianiste talentueuse ; elle est la petite-fille du mathématicien Joseph Bertrand.

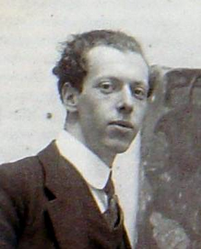
Willy Eisenschitz en 1910, peu avant de rencontrer Claire Bertrand.

Claire Bertrand suit à Paris les cours de l'Académie Julian puis à la Grande chaumière où elle fréquente l'atelier de René Ménard et de Lucien Simon. Elle a comme camarade d'études le peintre Willy Eisenschitz ; ils se marient en 1914.
Arrêté en 1914 comme sujet autrichien, son mari est détenu dans un camp d'internement au début de la Première Guerre mondiale. Claire Bertrand partage sa captivité. Sa fille Evelyne et son fils David naissent dans le camp. En 1917, avec ses enfants, elle rejoint à Lucerne Willy Eisenschitz qui a dû partir en Suisse pour raisons de santé.
Après la guerre, Claire Bertrand expose en 1921 et en 1922 au Salon de la Société nationale des Beaux-arts. Elle expose aussi au Salon des artistes indépendants de 1922 à 1930, au Salon d'automne de 1922 à 1938, et participe à l'exposition Les femmes artistes d'Europe exposent au Jeu de Paume en 1937.
Avec son mari Willy Eisenschitz, ils découvrent la lumière du Midi lors d'un voyage en 1921-1922 en Provence, sur la Côte d'azur et sur la Riviera italienne. Cela enrichit leur palette d'une lumière nouvelle aux tons chauds et généreux.
Claire Bertrand s'installe en 1927 avec lui et leurs enfants dans la propriété des Minimes à La Valette-du-Var, près de Toulon. Leur propriété devient un centre de ralliement culturel, fréquenté par les artistes et les écrivains de la région. Claire et son mari exposent souvent ensemble dans les galeries et expositions du Midi.
Claire continue aussi à exposer aux Indépendants et au salon d'automne, elle expose aussi à plusieurs reprises au Salon des Tuileries, de 1928 à 1943.
Elle dessine et peint essentiellement des paysages et des portraits, dans un style à tendance expressionniste. Elle réduit les motifs à l'essentiel, retenant les constituants les plus signifiants. Influencée par sa passion de la musique héritée de sa mère, elle peint selon des rythmes musicaux, tempo et allegro. Ses œuvres en sont à la fois imprécises dans leurs contours et bien affirmées dans leur structure.
En 1943, son mari est inquiété par la police pour son origine juive. Ils trouvent refuge à Dieulefit, dans la Drôme. Leur fils David est arrêté par les nazis en 1944.
Ils réintègrent leur propriété des Minimes en 1945. En 1949 a lieu l'exposition « une famille de peintres » à la galerie Allard, avec des œuvres de Claire Bertrand, de son mari Willy Eisenschitz, et de leur fille Evelyn Marc.
Claire Bertrand-Eisenschitz est élue membre de l'Académie du Var en 1961.
Elle est morte en 1969.
Willy Eisenschitz, son mari, meurt à Paris le 8 juillet 1974. Leur fille Evelyn Marc est peintre elle aussi.

## Dans les musées
- Musée Simon Segal à Aups (Var)

## Principales expositions
- Société nationale des Beaux-arts, 1921 et 1922 ;
- Exposition personnelle à la Galerie Berthe Weill, 1929[7] ;
- Salon des artistes indépendants, de 1922 à 1930 ;
- Salon d'automne, de 1922 à 1938 ;
- Billiet, plusieurs expositions entre 1927 et 1937, avec un premier achat par l'État en 1936[7] ;
- Les femmes artistes d'Europe exposent au Jeu de Paume, Paris, 1937 ;
- White Gallery de Londres en 1938[7] ;
- Salon des Tuileries, de 1928 à 1943 ;
- Les vingt-deux, groupe féminin (Édith Auerbach, Claire Bertrand, Chériane, Rolande Dechorain, Adrienne Jouclard...) - Peintures, sculptures, photographies, Galerie Bonaparte, Paris, 1937 ;
- Diverses expositions locales en Provence ;
- Une famille de peintres, galerie Allard, 1949 : Claire Bertrand, Willy Eisenschitz, et leur fille Evelyn Marc ;
- Exposition à la Galerie Durand-Ruel avec Willy Eisenschitz en 1955, avec un achat par l'État et deux par la Ville de Paris[7] ;
- Musée d'art de Toulon, 1959[7] ;
- Claire Bertrand, exposition rétrospective, galerie Bruno-Bassano, 1974[8] ;
- Une histoire de famille, exposition à la ville de Dieulefit, avec Willy Eisenschitz, Evelyn Marc et Délie Duparc[7],[9].

## Pour approfondir